# Газопроводи між Данією та Німеччиною
Данський сектор Північного моря виявився не такий багатий на родовища вуглеводнів як у Великої Британії чи Норвегії. Проте певний час власного видобутку газу вистачало на покриття своїх потреб і навіть була можливість експортувати певну кількість цього палива. Тому у 1981 році на південь у сусідню Німеччину було споруджено газопровід, який отримав назву DEUDAN.
Через деякий час через очікування падіння видобутку данського газу вирішили забезпечити можливість перетоку по трубопроводу у зворотньому напряму — з Німеччини на північ. Особливо важливим це могло бути при настанні сильних зимових холодів, які призводять до різкого зростання попиту на блакитне паливо. Фізично можливість реверсу реалізували у жовтні 2010-го, а у грудні того ж року пройшли перші такі поставки.
У 2013 зв'язок ГТС двох країн посилили за допомогою спорудження другого інтерконектора «Baltic – Denmark», який пройшов від прикордонного Ellund до Egtved. Довжина трубопроводу 94 км, максимальна потужність — 5,5 млрд м³ на рік. Окрім покриття пікових навантажень у Данії, він повинен гарантувати ресурс для поставок далі у Швецію, яка до того орієнтувалась на споживання власне данського газу.
Необхідність нового напрямку перетоку підтвердила найближча динаміка поставок. Якщо у 2011 році експорт данського газу в Німеччину склав 1,1 млрд м³, то у 2013 році баланс поставок між цією країною та Данією вперше склався не на користь останньої з сальдо 0,9 млрд м³. Одним із постачальників газу до Данії став російський «Газпром», за даними якого обсяг продаж на цьому ринку у 2014 році становив 0,4 млрд м³.